# Arteijo

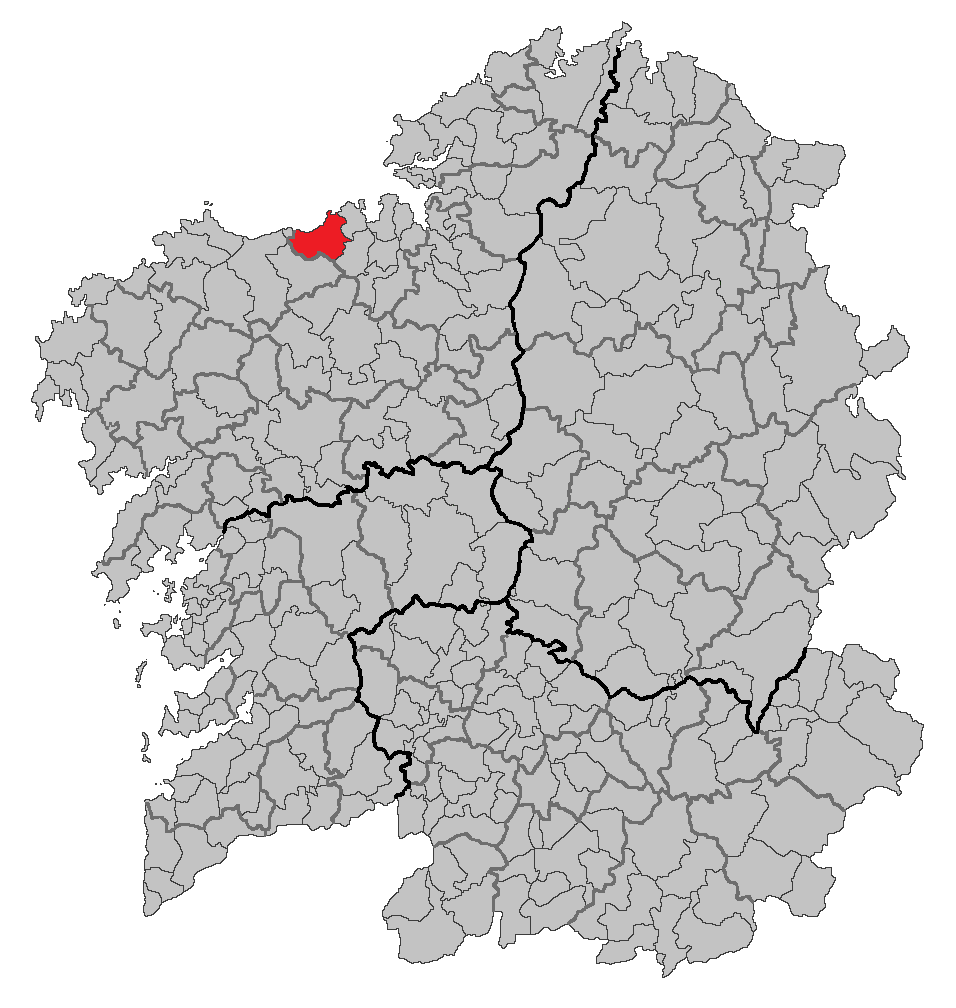
Localização de Arteijo

Arteijo (em galego, Arteixo; e em castelhano, Arteijo) (pronúncia em galego: [aɾˈtejʃo̝]) é um município da Espanha na província
da Corunha,
comunidade autónoma da Galiza, de área 94,62 km² com
população de 27713 habitantes (2007) e densidade populacional de 292,89 hab./km².

## Demografia
| Variação demográfica do município entre 1991 e 2004 | Variação demográfica do município entre 1991 e 2004 | Variação demográfica do município entre 1991 e 2004 | Variação demográfica do município entre 1991 e 2004 |
| --------------------------------------------------- | --------------------------------------------------- | --------------------------------------------------- | --------------------------------------------------- |
| 1991                                                | 1996                                                | 2001                                                | 2004                                                |
| 17931                                               | 20898                                               | 23306                                               | 25295                                               |